# Centropogon pichinchensis
Centropogon pichinchensis là loài thực vật có hoa trong họ Hoa chuông. Loài này được Zahlbr. mô tả khoa học đầu tiên năm 1915.